# ネメシスコール
『ネメシスコール』は、にんじゃむ（原作）・森田和彦（漫画）による日本の漫画。『週刊ヤングマガジン』（講談社）にて、2017年48号から2018年27号まで連載された。話数カウントはspace ○。

## あらすじ
都内で爆発物残渣が発見されない奇妙な連続爆殺事件が相次いでいた。被害者はいずれも八木沢高校の生徒でそれ以外に共通点はなく、3人目の殺害現場で藤堂刑事と捜査していた新米刑事・辻は先輩の元刑事・小栗雷太と再会する。オカルト雑誌記者になった雷太は「犯人は人間ではなく宇宙人だ」と言うが案の定、現場から追い出されてしまう。一方、JKスナイパーである悠木ちとせは雷太と事件の話をするが、雷太は報道されてない殺害現場の情報を八木沢校内に流している何者かの存在に気づく。しばらくして八木沢高校で爆発事件が起こり、他の3件の犯人も自分だと名乗る生徒・館川歩が逮捕されたことを辻は小栗に伝えるが館川はただの模倣犯であると断言。逆に犠牲者はまだ出ると辻に伝える。そのころ、不審な女子高生・美村さつきを追いかけた藤堂刑事は路地裏で不気味なウサギのような生物に遭遇して爆殺されてしまう。犯人が宇宙人であると確信した雷太と辻の二人は仇討ちを決意。さらに宇宙人との戦いの中でちとせの父が誤って殺されてしまい、ちとせも二人の宇宙人狩りに加わる。そして雷太達は宇宙人のトナカイの助言で、ある真実に辿り着く。

## 登場人物
小栗雷太
主人公。元刑事でかつては敏腕刑事すら匙を投げた事件を次々と解決し、新米刑事達の憧れで辻も尊敬するほどの若き天才刑事だったが、現在は「超越大陸」のオカルト雑誌記者。過去のある事件＝妹の葵が連れてきた謎の教団「天使さまの集い」の教祖・天使さまが事故死した両親を蘇生させるがそれは両親に似た｢何か｣と見破ったことで雷太は壷で天使さまを撲殺、醜悪な化け物の正体を晒すが葵は泣きながら化け物の天使さまを守り、両親の姿をした何かから逃げるも葵とともに捕まり10年間育てられる。警察官になるため葵と共に家を出るが引きこもりになってしまい、自分たち兄妹の人生を180度メチャクチャに変わらせてしまったエイリアン達を憎み、すべて駆逐するために追っている。鋭い洞察力を持ち、複製人間のニセ館川歩であることを知り、エスカ（いくらちゃんの名前）とアクティベーターの存在、警察が世間から隠している八木沢高校の「あること」にたどり着く。動物型は元人間で真のエイリアンがアクティベーターであることと辻の調査で八木沢高の生徒全員が複製人間でちとせもその一人であることを知ってしまい、動物型は元人間の自分達を改造したアクティベーターに報復するために追跡、彼らが殺していた八木沢高校の複製人間の生徒こそがアクティベーター(本物の宇宙人)であることを確信する。トナカイからちとせがイピラダ星人とアクティベーターの司令塔アバターであることと一ヵ月後の地球滅亡の件を聞かされた後、葵と殺人を犯してでも移民船を乗っ取る話をするが、葵に説得されトナカイの仲間になることと移民船に乗ることを拒否。世間に知らせるために地球滅亡の記事を書こうとするが、編集長ことカワムラに水道水を飲まないよう警告され、トナカイの真の目的と娘の葉子の救出を託されるが目の前で編集長を射殺されてしまう。編集長の射殺後、急いで廃墟に向かい葉子を見つけるがアクティベーターに操られて編集長を射殺したちとせと鉢合わせるも、アバターの弊害で自分と葉子を撃てないちとせをキスで動揺させて葉子を託した。葉子の救出後、自宅で葵と共に服薬自殺を図ろうとするが最後まで諦めない辻に「らしくない」と止められ、続けて羽根の生えた葵に隕石から辻と共に助けられ、最後はアクティベーターが乗ったイピラダ星人の宇宙船で地球を脱出する。
辻
現職の新米刑事で小栗の後輩。実は自宅に盗聴器を仕掛けられているなど宇宙人に藤堂刑事と共に監視されていた。藤堂刑事の仇討ちを決意。エイリアンと遭遇したにも関わらずどこか自分の置かれた状況と現実を理解していないヘボ刑事なところがある。雷太の作戦で自身とニセ館川を囮にして捜査一課長に盗聴器を仕掛けたことでアクティベーター達の存在を知る。さらに八木沢高生徒全員の指紋を採取、本物の館川歩と同様に彼らが作った工作の貯金箱や写生大会の時に描いた絵などについてる過去の指紋と現在の指紋を照合した結果、全員不一致で全校生徒すべてが複製人間であることを雷太に伝える。
悠木ちとせ
八木沢高の女子高生でライフル射撃全国一位のJKスナイパー。ネコを射殺するがその報復を受ける形でオオカミに父を爆殺されてしまい、雷太と辻と共に仇討ちを決意する。実は本物の悠木ちとせではなく正体はニセ館川と同じ複製人間のアバターにしてアクティベーターの司令塔。アクティベーターの人格が現れた際には、瞳に十字架が浮かぶ特徴が現れる。八木沢高に攻めてきたエイリアン達に追いつめられるがアクティベーターの意識に乗っ取られて怪力でライオンを投げ飛ばし、ライオンの右手ごと奪ったDEWで父の仇を討つ形でオオカミ達を爆殺する。子供のころに夏祭りで父と射的をした思い出があることからオリジナルの記憶も受け継いでいる。トナカイによれば端末のひとつでしかなく倒しても無駄である。後日、再びアクティベーターに操られて編集長カワムラを射殺、続けて娘の葉子も始末しようとするが、アバターの弊害からちとせの意識も目覚めていて葉子を助けに廃墟に来た雷太を射殺できず、雷太のキスに動揺して逆に雷太から葉子を託される。
最後は乙女心を持ったまま隕石に巻き込まれて笑顔の中、アバターとしての機能が停止する。
編集長/カワムラ
オカルト雑誌『超越大陸』の編集長。元刑事の雷太を雇う。ちとせから館川歩（後のニセ館川歩）が爆弾を作っている噂を聞いた際は「宇宙人に操られて爆弾を作っている」と推測。実は移民権を剥奪された政府の研究員で娘の葉子をインプラント達に託して脱走させた張本人でアクティベーターに気付かれず近づける立場を探してオカルト雑誌の編集長という立場に辿り着いた。ニセ館川歩の話も仮説という形でイピラダ星人のアバターであることをさりげなく雷太に教えていた。後に葉子がトナカイの人質にされていることを知るが、脅迫されてトナカイに人間を改造する異変薬を渡してしまう。雷太に自身の正体とトナカイの真の目的が移民船奪取ではなく別の計画があることを告げるが、アクティベーターに操られたちとせに射殺されてしまう。最後は雷太の書く記事が好きだったと笑顔で雷太に伝えた。

### 八木沢高校
物語冒頭の時点で動物型によってDEWで生徒3人が爆殺され、ニセ館川の爆破テロでさらに9人が死亡しているが、辻の調査でちとせを含めた生徒全員がイピラダ星人とアクティベーターに作られた複製人間のアバターであることが判明する。アクティベーターに操られた際には瞳に四角の模様が浮かび上がり、怪力を発揮して敵を攻撃するが、身体能力には人間並みのところもあり動物型にやや劣る。ちとせのようにアクティベーターが戦うための素体として操る生徒もいれば、使い捨ての道具としての役割も兼ねる。生徒自身にイピラダ星人のアバターであるという自覚はなく、普段は生徒（アバター）の人格で過ごしている。指紋やオリジナルにあった火傷や傷などが無い者や、性格が正反対な者、性格も記憶もまったく同じで指紋だけが違う者もいる。その本質は日本政府に差し出されたイピラダ星人の実験場だった。
松岡慶介
連続爆殺事件の3人目の被害者。16歳。2-C。2001年8月19日生。他にも男子生徒1人、女子生徒1人が同じ手口で殺害されている。雷太の分析では宇宙人に狙われ、明確に絞り込まれたターゲットで無差別殺人ではない模様。なぜ殺されなければならなかったのかは不明だったが彼らもイピラダ星人に作られたアバターであることが判明する。
館川歩/ニセ館川歩
2-C。正体不明の連続爆殺事件の模倣犯。目立ちたがり屋で爆発物に興味があり、携帯による遠隔操作と簡単な基盤で作った爆弾で高校を爆発させたため拘留される。この爆発で最低3人ぐらい殺したかったらしいが生徒9人が死亡、15人が重軽傷を負う惨事となった。他の3件の事件との違いを雷太が見抜き、館川が模倣犯であることが判明。
その後の調査で子供の時にコンロで右手を火傷、以来それがトラウマで火と熱いものを極端に恐れ、爆弾など作れない性格の人物であることが判明する。さらに採取された指紋が、拘留されている館川のものと一致せず、また本物の館川にある右手の火傷が、ニセ館川にはそれがない。また性格も正反対で冷たく攻撃的で教師やちとせ達に危ない奴という印象を与えていた。
ニセ館川はアクティベーターに用意された存在で、正確には模倣犯ではなく校舎の爆破テロも偽装で3件の爆殺事件の表向きの「真犯人役」でしかない。その後、辻の聴取を受けて正体を探られるとペンで右目を刺して脳を貫き自殺する。
美村さつき
2、3年前、エイリアンに両親を殺された女子高生。正体は普通の人間で、実は両親に虐待・監禁されていたがインプラント達が強盗に入ったことで両親を殺害、トナカイに助けられて以降、彼らと行動を共にしている。雷太の分析では脅されて宇宙人と行動を共にしているわけではない様子。トナカイ以外のエイリアンからの扱いは悪い。自身を尾行していたちとせの友人達をウサギと共に躊躇なく始末しようとしていたが、八木沢高の生徒全員がアクティベーターに作られた複製人間であるため、身を守るための行為であって殺人行為ではないことが判明する。看護師を目指していたことがあり、廃墟の病室でカワムラの娘・葉子を看病する。最後はトナカイと共に移民船に乗らず地球に残ることを選ぶ。

### 動物型エイリアン・インプラント（偽の宇宙人）
イピラダ星人が開発したACMという光学迷彩で体を透明に出来、DEWと呼ばれる卵型の武器で人間を爆発させる。優れた科学技術を持つ一方、地球の盗聴器やスタンガンも使う。手足を持った地球の動物型と身体の一部のような姿の異形型がいて敵対関係にあり、動物型は復讐のために自分達の創造主であるアクティベーターを追っているが、その正体はイピラダ星人がDEWを使うためのアバターとして肉体改造され、複数の地球生物の遺伝子と地球外生物の遺伝子を持った改造人間にして日本政府に差し出された日本人達で佐伯聖の見立てでは様々な生物の細胞を持った皮膚を移植されたらしく、このため警察上層部に「インプラント」と呼ばれている。圧倒的な力を持ち目的のためには大量殺人も持さないが、無敵ではなく彼ら自身も目立てば目立つほどエスカに狙われ、命を奪われるリスクを背負っている。彼らの真の目的は日本政府とイピラダ星人から奪った宇宙移民船で一ヵ月後に滅亡すると言われる地球から脱出することで、手始めにアクティベーターを誘き出すためにイピラダ星人の実験場である八木沢高校の生徒殺害、48時間以内の明け渡しを要求するために局員数人と警官を殺してTV局を一時占拠、世間に自分達の存在を明かす。明け渡しの拒否やエスカの暗躍もあり、八木沢高校を本格的に襲撃するが返り討ちにあってしまう。
ネコ
ACMで透明化していたため、雷太が仕掛けた監視カメラには盗聴器を仕掛けるために持った辻の時計が浮いたように見えていたが、赤外線に切り替えるとその姿が判明した。幽霊ではなく透明人間状態で物質世界に干渉することが分かり、雷太に宇宙人は殺せると確信させる。辻の自宅マンションに仕掛けた盗聴器を回収しに行った際、雷太らと交戦しちとせに射殺された。死体は冷凍庫に隠してあったがエスカに回収されてしまう。
トナカイ
雷太同様、鋭い洞察力を持ち、性格も理知的で他のエイリアンから一等下の扱いをされる美村さつきを気遣う面も見せるが、残虐で手段を選ばない狡猾な面も持つ。雷太と面識がある模様で、千切った自身の腕と引換に仲間にならないかと誘ったり、自分らを知りたければ模倣犯＝館川歩を追えと忠告したりする。後にこの館川歩は模倣犯ではなく、事件の真犯人としてアクティベーターが用意した複製人間であることが判明。ニセ館川を模倣犯と最初に断定したのは雷太を気に入ってる様子。
後日、虐殺タイムと称して八木沢高校を襲撃するが、ちとせがアクティベーターの司令塔だと確認すると、雷太と辻に移民船強奪計画と一ヵ月後の地球滅亡の真相を語る。トナカイ個人の計画は肉体改造用の異変薬を水道水に混ぜて政府関係者と一般市民を自分達と同じ化け物姿の改造人間にすることで、計画実行後、異変薬で姿が変わった政府の関係者達が殺し合いをしている隙に移民船を乗っ取りウサギと政府関係者を乗せて、トナカイとさつきは地球に残る決意をするが、実はイピラダ星人達が地球人との約束を守るはずがないと見破っており、地球最後の光景を楽しむことが本当の目的だった。
ウサギ
女子高生好きで藤堂刑事を殺した張本人。デブなお調子者。最後は移民船に乗るがイピラダ星のロボットに抹殺される。
タカ
スタンガンでちとせを気絶させ、ウサギを援護しようとするがエスカに殺された。
ヒツジ
廃墟で仲間と麻雀を楽しんでいた。トナカイの作戦が成功すると彼と共に八木沢高校を脱出する。
オオカミ
ネコとは強い絆があったのかネコを殺したちとせを仇討ちしようとするがちとせの父親を殺してしまい、結果として報復の連鎖を招いてしまう。態度は粗暴でさつきの生意気と口応えを許さない。八木沢高校を襲撃して校内で生徒を殺戮するがライオンもろとも奪われたDEWで爆殺されてしまう。実はトナカイの作戦の囮にされていた。
ライオン
八木沢高校を襲撃してオオカミと共にちとせを追いつめ、油断を誘うためにDEWを撃つフリをしてライフルを奪って足止めするが、その状況を逆に利用したアクティベーターに操られたちとせに奪い返されたライフルで殴られ、DEWを撃とうとしたオオカミに投げ飛ばされた挙句、怪力でDEWを持っていた右手を千切られてしまう。油断を誘われ足止めされたのは自分自身だったと気付く間もなくオオカミもろとも自身の右手に握られたDEWを作動させたちとせによって爆殺された。
イヌ
休校明けを狙い八木沢高を襲撃した一人。生徒にアクティベーターの行方を詰問後に殺害していたが、ちとせに倒された。
コアラ
八木沢高を襲撃した一人。狙撃から頭と腕を庇うが死亡した。
ネズミ
生き残ったインプラント。

### イピラダ星人・アクティベーター（真の宇宙人）・その他
東堂
雷太と辻の先輩刑事。不審に思った美村さつきに接触するもエイリアンのウサギに路地裏で爆殺された。雷太の調査により辻と共に監視されていたことが判明し、これがネコを倒す遠因となった。
沢田健一
25歳。警部補。辻にエイリアンの死体の提供を要求するが失敗、最後はエスカに殺された。
捜査一課長
ニセ館川を自殺させたとして爆殺事件の捜査を打ち切り、辻を捜査から外して交通課に左遷しようとしていた。実はエスカとアクティベーターと繋がっていて八木沢高校の｢あること｣を世間に隠蔽しているが、ニセ館川を囮にした雷太の作戦で辻が仕掛けた盗聴器をエスカとアクティベーターに気づかれ、命乞いをするも失態を犯したとしてエスカに処刑されてしまう。
葉子
編集長カワムラの娘で病弱のため廃墟に作られた病室でさつきに看病されている。実はトナカイがカワムラから異変薬を奪うための人質にされていて、後にちとせを操りカワムラを射殺したアクティベーターにも始末されかけるが雷太によって救出される。
佐伯聖
雷太の友人。帝都大の教授。エイリアンの卵が人工物で、材質は未知の物だが卵型の電子レンジのような兵器だと断定する。後にトナカイの腕も調べ、動物型が改造人間である結論を出し、元人間でもあることも突き止める。
クリス
佐伯の助手。エイリアンと遭遇したときは逃げ出した。
小栗葵
雷太の妹。両親の死亡後「天使さま」を信奉する教団・天使さまの集いに入れ込み、事故死した両親を蘇らせようとした。現在は雷太と一緒に暮らし、家に引き籠り喋らなくなっていて筆談で会話する他、肉が食べられない。実は背中から羽が生えるなど人間ではないところがある。雷太から地球滅亡の話を聞き、久しぶりに部屋から出る。
小栗兄妹の両親
事故から雷太と葵を守り死亡するが、天使さまによって遺骨から肉体を再構成され蘇生する。雷太は両親に似た別の「何か」と正体を見破っている。以後、10年間も小栗兄妹の両親として過ごし、今も生きている。この「何か」は指紋が一致しない複製人間である。事故死した確かな記録やニュース、新聞記事、報道などもあったが蘇生後はそれらがすべて抹消、さらには小栗兄妹を一時引き取ったはずの親戚の記憶も消され改竄されていた。この事件以来、雷太は刑事でありながら警察の一部や上層部を警戒している。
エスカ
アクティベーターの使者で顔の部分には幾多の目がありフードを被っている。その異形な外見から辻と雷太からはいくら丼のいくらちゃん（仮）、ちとせからはマスカットパフェ、動物型からは目玉野郎と呼ばれる。
子供ほどの身長で上半身だけなのか無数の吸盤がある伸縮自在の手を足代わりにして歩くがタカとウサギを圧倒するほど強い。この手に触れたものをドロドロに溶かすことができる。エイリアン事件の証拠隠滅を行い、場合によっては抹殺することもいとわない。頭部が動物型のエイリアンと違い、かなり異形で彼らと敵対している。トナカイが「隠蔽体質のあいつら」と複数形であることから他にも暗躍している者がいる模様。ちとせを気絶させたタカを殺すなど結果的に助けたこともある。目玉を殺さなければアクティベーターを捕まえられない模様。辻の情報漏洩により、雷太の監視カメラを砂嵐で妨害、耐火性の冷蔵庫に穴を開けネコの死体を回収してしまう。アクティベーターと共に様付けで呼ばれ失態を犯した警察関係者の抹殺も行う他、通信で彼の声を伝えるスピーカーとしての役割も務める。
天使さま
「天使さま」を信奉する教団・天使さまの集いの教祖で容姿は男とも女ともとれる美形。雷太にとってはすべての元凶であり「奇跡」の力で小栗兄妹の両親を遺骨から蘇生させるが、それを禍々しいと感じた雷太に壷で殴られて、鋭く先の尖った乱杭歯を持つ口が複数ある奇怪かつ醜悪な正体を晒す。このとき信者達は化け物と恐れて逃げてしまうが、なぜか葵は化け物ではなく天使さまと泣きながら雷太を止めようとした。エスカとは対照的に口が複数で、イピラダ星人とトナカイとはどのような関係なのか不明。作中で初めて登場した人間に擬態したエイリアンである。
アクティベーター
悠木ちとせを司令塔アバターとするイピラダ星人の上位個体。エスカを使者とし、様付けで呼ばれ日本政府と警察とも裏の繋がりを持つ。インプラントの動物型が起こした爆殺事件の他、世間からあることを隠蔽しておりそのためには手段を選ばない。さつきとウサギによれば八木沢高校の生徒になりすまして潜伏していたと思われていたが生徒の複製人間を操って襲撃してきたオオカミ達を返り討ちにした。
イピラダ星人
光学迷彩のACMと卵型殺人兵器のDEWを開発した真のエイリアンにして、アバターを兼ねた八木沢高校の生徒の複製人間を作り、動物型エイリアンのインプラント＝元人間の彼らを肉体改造した張本人達でアクティベーターの正体。侵略目的はなく地球の資源を要求し、日本政府が差し出した八木沢高校を実験場にしている。アバターとして八木沢高校の生徒の複製人間を操る。宇宙移民船で移民権を持つ世界各国の政府達を乗せることを約束していたが、実は地球人との約束を守る義理など最初からなく、イピラダ星に到着した後、現地のロボットに始末するようにしていた。実はイピラダ星で起こっている原因不明の病を治すための植物を地球から採取するために訪れていたことが判明する。

## 作中用語
ACM
イピラダ星人の光学迷彩でインプラントの身体に仕込まれた機械で身体を透明化させる。
DEW
イピラダ星人の殺人兵器で卵型のメカ。宇宙合金をイピラダ星の技術で加工され、指紋認証で起動することで爆発物残渣を一切残さず対象を爆発する殺傷能力を持つ。
アバター
イピラダ星人が仮の身体とするために作った複製人間。八木沢高校の生徒達の正体でイピラダ星人の人格が現れると改造人間であるインプラントを圧倒するほどの怪力を発揮するが身体能力はやや人間並みのところがある。人格が現れるとアクティベーターの司令塔アバターである悠木ちとせは十字架、それ以外のアバターは四角の模様が瞳に浮かび上がる。
インプラント
イピラダ星人がDEWなどを使うためのアバターとして肉体改造された地球人の改造人間。人型の動物のような姿で高い身体能力を持ち、普段はACMを使って透明化している。
移民船
イピラダ星人の巨大宇宙船。
天使さまの集い
天使さまを信奉するカルト教団。
異変薬
カワムラが開発した人体改造の薬品。

## 書誌情報
- にんじゃむ（原作）・森田和彦（漫画）『ネメシスコール』 講談社〈ヤンマガKCスペシャル〉、全3巻
  1. 2018年3月6日発売、ISBN 978-4-06-511081-2
  2. 2018年6月6日発売、ISBN 978-4-06-511762-0
  3. 2018年8月6日発売、ISBN 978-4-06-512415-4